# Diego Vázquez de Mercado
Diego Vázquez de Mercado (Alcaraz, España, 1533-Manila, Filipinas, 12 de junio de 1616) fue un obispo católico español que se desempeñó como V Obispo de Yucatán en la Nueva España de 1603 a 1608 y posteriormente fue nombrado como IV Obispo de Manila en las islas Filipinas, cargo que ocupó hasta el día de su muerte en 1616.